# Ullmannit
Ullmannit – minerał należący do gromady siarkosoli antymonowych. Jak większość antymonowych minerałów kruszcowych, powstaje on w wyniku niskotemperaturowych procesów hydrotermalnych.
Pospolity w Górach Kruszcowych, w Harzgerode w górach Harz, w Siegerlandzie w Niemczech. Najładniejsze kryształy można znaleźć w Monte Nabra w okolicach Sarrabus na Sardynii we Włoszech, jak również w Ramsbeck w regionie Sauerland. Zbliźniaczenia występują niezwykle rzadko. Ullmannit występuje najczęściej w skupieniach ziarnistych lub ziemistych. Jest minerałem kruchym oraz nieprzezroczystym. Współwystępuje najczęściej z kalcytem, kwarcem, dolomitem, chalkopirytem, syderytem i galeną. 
Został odkryty w 1843 w kopalni Storch und Schöneberg (Nadrenia Północna-Westfalia, Niemcy) i nazwany na cześć niemieckiego chemika i mineraloga Johanna Ullmanna (1771-1821).